# ベイリー・ジェイ
ベイリー・ジェイ（英語：Bailey Jay、1988年11月5日 - ）は、アメリカ合衆国のポルノ女優。幼い頃から女装に興味があり、15歳からは女性として生活している。

## 受賞

### 2010年
- トランスジェンダー・エロティカ・アワード - ベスト・ソロ・モデル[2]

### 2011年
- AVNアワード2011 - トランスセクシュアル・パフォーマー・オブ・ザ・イヤー(Transsexual Performer of the Year)[3]

### 2012年
- AVNアワード2012 - トランスセクシュアル・パフォーマー・オブ・ザ・イヤー(Transsexual Performer of the Year)[4]

### 2016年
- AVNアワード2016 - フェイヴァリット・トランス・パフォーマー (Favorite Trans Performer, Fan award)[5]